# تعليمات هيئة المحلفين
تعليمات هيئة المحلفين عبارة عن مجموعة من القواعد القانونية التي يجب على أعضاء هيئة المحلفين اتباعها عند الفصل في قضية. ويتولى موجّه هيئة المحلفين إعطاء تعليمات هيئة المحلفين للهيئة، والتي عادةً ما يتلوها بصوت عال على هيئة المحلفين. وغالبًا ما تتمثل هذه التعليمات في موضوع نقاش القضية، والسبل التي من خلالها تستطيع هيئة المحلفين تقرير من المذنب، ويتولى القاضي إعطاءهم تلك التعليمات لضمان تمثيل كافة اهتماماتهم وعدم ذكر أي عبارات مجحفة.

## الولايات المتحدة
وفقًا للنظام القضائي الأمريكي، غالبًا ما يعمل أعضاء هيئة المحلفين بوصفهم الباحثين عن الحقيقة أثناء عملهم في إطار المحاكمة. بعبارات أخرى، يتمثل عملهم في فرز الحسابات المتنازع عليها والواردة في الأدلة. ويفصل القاضي في المسائل القانونية، مما يعني أنه يقرر أو تقرر كيف يتم تطبيق القانون في ضوء مجموعة معينة من الحقائق. وتوفر تعليمات هيئة المحلفين شكلًا من خارطة الانسياب على الأحكام التي يجب على أعضاء هيئة المحلفين الإدلاء بها بناءً على ما يفصلون بصحته. بعبارة أخرى، "إذا كانت تعتقد أن (أ) تمثل (مجموعة من الحقائق)، فيجب أن تتمكن من التوصل إلى (س) (الحكم). وإذا كنت تعتقد أن (ب) تمثل (مجموعة من الحقائق)، فيجب أن تتمكن من التوصل إلى (ص) (الحكم). كذلك، قد تلعب تعليمات هيئة المحلفين دورًا هامًا في توجيه هيئة المحلفين في كيفية النظر في أدلة معينة.
تمتلك ثماني وأربعون ولاية (يستثنى منها ولايتي تكساس وفيرجينيا الغربية) نموذج يضم مجموعة من التعليمات، يطلق عليها عادةً، "نموذج تعليمات هيئة المحلفين"، والتي توفر لهيئة المحلفين إطارًا للاتهام؛ وفي كثير من الأحيان لا يتعين إدراج سوى الأسماء والملابسات في قضية معينة. وغالبًا ما تكون الأمور أكثر تعقيدًا من ذلك، على الرغم من تكرار عناصر معينة في كثير من الأحيان. فعلى سبيل المثال، إذا اختار المدعَى عليه في قضية جنائية عدم الشهادة، فغالبًا ما تصدر تعليمات لهيئة المحلفين عدم استخلاص أي استنتاجات سلبية جراء هذا القرار. وحاليًا تصدر العديد من الولايات القضائية تعليمات للمحلفين بعدم التواصل بالقضية من خلال استخدام خدمات شبكات التواصل الاجتماعي كالفيس بوك وتويتر.
وقد كشفت العديد من الدراسات أن الأشخاص الذين لم يتلقوا تعليمات هيئة المحلفين استوعبوا القانون بشكل أفضل من الأشخاص الذين لم يحصلوا على نموذج التعليمات. ولا يستوعب المحلفون كثيرًا معظم الجوانب الأساسية لأدوارهم. فعلى سبيل المثال، تشير الدراسات العلمية والأدلة القصصية إلى أن المحلفين يخلطون بين الشك المعقول وبين المعيار المدني لـ رجحان الأدلة.
في إحدى الدراسات، تم عرض تجربتين للمواطنين الذين يرغبون في فرض عقوبة الإعدام مزودةً بأربع مجموعات من التعليمات (على سبيل المثال، التعليمات الأساسية، والتعليمات المستخدمة في المحاكمات، والتعليمات لمنقحة وفقًا لاعتبارات التعديل الثامن على الدستور الأمريكي] ونموذج التعليمات المكتوب بطريقة غير تقنية). لقد أظهرت النتائج وجود مستوى عال من الارتباك في تعليمات المحاكمات، وتحسن طفيف في التعليمات المنقحة، وتحسنات هامة ولكن في حالات محددة في نموذج التعليمات، ووجود علاقة قوية بين سوء الفهم والرغبة في فرض عقوبة الإعدام.
في كاليفورنيا، تم تبسيط تعليمات هيئة المحلفين لجعلها أسهل في فهمها بالنسبة للمحلفين. وتتقدم المحاكم بحذر لأنه، على الرغم من أن الأحكام نادرًا ما تبطل بسبب تعليمات هيئة المحلفين في المحاكم المدنية، فليس هذا هو الحال في المحاكم الجنائية. فعلى سبيل المثال، تشير التعليمات القديمة الخاصة بـ عبء الإثبات في القضايا المدنية إلى:
وتشير التعليمات الجديدة إلى:

### تعليمات إبطال هيئة المحلفين
في إحدى الدراسات، أشارت النتائج التي جُمعت من 144 هيئة محلفين تضم كل منها 6 أفراد أنه عندما تتسلم هيئات المحلفين المعلومات الخاصة بـ إبطال هيئة المحلفين من القاضي أو محامي الدفاع، فعندها يصبحون أكثر عرضة لتبرئة المدعَى عليه الذي يلقى تعاطفًا والحكم على المدعَى عليه الخطير بطريقة أشد حدة أكثر منها في حالة عدم توفر مثل هذه المعلومات أو في حالة ظهور التحديات التي تتجه نحو إبطال الحجج. وفي دراسة أخرى جرى دمج ثلاث تعليمات إبطال تختلف جميعها في درجة صراحة البطلان مع ثلاث قضايا جنائية لتصبح النتيجة تصميم عوامل 3×3. وفي إطار ذلك، تم تعيين خمسٍ وأربعين هيئة محلفين تضم كل منها 6 أشخاص (270 فردًا) بطريقة عشوائية للمجموعات التجريبية التسعة. وأظهرت النتائج أن هيئات المحلفين التي تلقت تعليمات صريحة البطلان كانوا أكثر عرضة للتصويت بأن الشخص مذنب في قضية القيادة تحت تأثير الكحول وأقل احتمالًا للتصويت بذلك في قضية القتل الرحيم. ولم تظهر القضية الثالثة، التي تناولت قضية القتل، أي اختلافات بسبب التعليمات.
ويقال أنه من خلال إعطاء هيئات المحلفين التعليمات التي لا يتمكنون من فهمها بفاعلية واستمرار، فيتجه القضاة بانتظام لإبطال القانون.
في كثير من الأحيان، وجهت انتقادات للتعليمات التي تسمح بإمكانية إبطال هيئة المحلفين على أساس أنها تشجع على الفوضى، حيث إنها "تحمل موافقة ضمنية تنطوي على خطر امتهان البنية القانونية اللازمة للوصول إلى الحرية الحقيقية، وكذلك لدعم تحقيق الحرية المنظمة التي تكفل الحماية ضد اللاسلطة وكذلك الطاغية. "وللرد على ذلك، ستعمل تعليمات هيئة المحلفين الخاصة بإبطال هيئة المحلفين على "تغيير مسار العملية القضائية من خلال توفير أساس أكثر عقلانية لمداولات هيئة المحلفين وعملية صنع القرار. وعلى وجه الخصوص، سيتيح ذلك لمداولات هيئة المحلفين فرصة أن تصبح عملية مفتوحة، وبهذا يتم بث التحيزات التي تتم خارج نطاق القضاء ومواجهتها. علاوةً على ذلك، ستستفيد تلك المجتمعات التي ينفر أفرادها بشكل متزايد من عملية صنع القرار في نظام العدالة الجنائية بشكل مباشر من المشاركة المتزايدة و، بالتالي، الاستفادة من السلطة الممارسة على أنواع القضايا التي يتم الحكم فيها. خلاصة القول، خلافًا للحجة المتمثلة في أن تهمة البطلان عبارة عن دعوة إلى الفوضى، يمكن لهذه التهمة المساعدة في السيطرة على حالة الفوضى التي اجتاحت بالفعل جزءًا كبيرًا من النظام.”

## وصلات خارجية
- Federal Jury Instruction Resource Page نسخة محفوظة 4 أكتوبر 2011 على موقع واي باك مشين. Collecting model or pattern federal civil and criminal jury instructions for trial courts by jurisdiction (where available) and subject matter.
- Jury Instructions in Insurance-Coverage and Insurance Bad-Faith Cases
- Sample California Civil Jury Instructions
- Criminal Pattern Jury Instructions[وصلة مكسورة], 10th Circuit U.S. Court of Appeals.